# مادةالحیوة
مادةالحیوة رساله‌ای است به زبان فارسی در مورد صنعت طباخی در دوره صفوی که توسط «نورالله» نوشته شده‌است. این رساله ۷۶ سال پس از کارنامه در باب طباخی و صنعت آن تألیف شده‌است. نورالله آشپز شاه عباس اول (۹۸۵–۱۰۳۸هجری) بوده است و خودش می‌نویسد که پدرانش از عهد شاه اسماعیل صفوی (۹۰۷–۹۳۰ هجری) در دربار پادشاهان صفوی سمت آشپزی داشته‌اند. دو نسخه خطی از این کتاب یافت شده است. یک نسخه از آن به همت ایرج افشار در سال ۱۳۳۳ برای نخستین بار در «مجله فرهنگ ایران زمین» به چاپ رسیده است. نسخهٔ دیگر به کتابخانه مجلس شورای ملی تعلق دارد و از نسخهٔ قبلی قدیمی‌تر است.